# Альт, Альбрехт
Альбрехт Альт (нем. Albrecht Alt; 20 сентября 1883, Штубах, Франкония — 24 апреля 1956, Лейпциг) — немецкий учёный, библеист, исследователь Ветхого Завета. Один из ведущих протестантских богословов. Педагог, профессор, действительный член Саксонской академии наук в Лейпциге по отделению филологии и истории (1932—1956).

## Биография
Родился в семье лютеранского проповедника. Изучал теологию в университетах Эрлангена и Лейпцига (1902—1906).
В 1907—1908 годах был кандидатом на должность преподавателя семинарии в Мюнхене, готовившей лютеранских проповедников. В 1908 году — стипендиат «Научного Института Святой Земли» в Иерусалиме, тогда же совершил свою первую поездку в Палестину. В том же году переведен в Грайфсвальдский университет. Там же защитил кандидатскую диссертацию. Тема диссертации: Израиль и Египет — политические отношения царей Иудеи и Израиля до фараонов.
В 1912 году — экстраординарный профессор в Грайфсвальде, в 1914 году — профессор Базельского университета.
Участник Первой мировой войны. Был руководителем службы картографии Департамента Восточной немецкой армии. После окончания войны вновь назначен профессором в Базеле, а в 1920 — проповедник Евангелической Церкви Искупителя в Иерусалиме.
С 1921 году преподавал в Университете Галле. С 1923 по 1955 читал курс исследований Ветхого Завета на Богословском факультете Лейпцигского университета. В 1925—1926, 1930—1931 и 1946—1947 гг. — декан факультета теологии
в Лейпциге.
Одновременно в 1921—1923 — руководил германским протестантским институтом в Иерусалиме, с 1925 — председатель немецкой ассоциации по изучению Палестины.

## Научная деятельность
Провёл большую работу по исследованию Ветхого Завета.
Работы Альта дали решающий импульс новому пониманию истории Израиля, информационно связанной с традициями Ветхого Завета.
Внёс большой вклад в развитие библейской географии, школа А. Альта и М. Нота развила «территориальное» направление этой науки.

## Избранные труды
- Der Gott der Väter: Ein Beitrag zur Vorgeschichte der israelitischen Religion, Stuttgart: Kohlhammer, 1929
- Der Stadtstaat Samaria, Berlin: Akademie-Verlag, 1954,
- Die Herkunft der Hyksos in neuer Sicht, Berlin: Akademie-Verlag, 1954
- Essays on Old Testament history and religion
- Die Ursprünge des israelitischen Rechts, Leipzig: Hirzel, 1934
- Völker und Staaten Syriens im frühen Altertum, Leipzig: Hinrichs, 1936
- Stätten des Wirkens Jesu in Galiläa territorialgeschichtlich betrachtet, 1949.